# Sinervus
Sinervus is een geslacht van wantsen uit de familie van de Miridae (Blindwantsen). Het geslacht werd voor het eerst wetenschappelijk beschreven door Carl Stål in 1860.

## Soorten
Het genus bevat de volgende soorten:

- Sinervus amapaensis Carvalho & Fontes, 1967
- Sinervus apicalis Henry & Howard, 2016
- Sinervus baerensprungi Stål, 1860
- Sinervus costalimai Carvalho, 1945
- Sinervus cunealis Henry & Howard, 2016
- Sinervus discopiceus Carvalho, 1945
- Sinervus egeri Henry & Howard, 2016
- Sinervus espartacoides Carvalho & Gomes, 1970
- Sinervus hyalipedes Carvalho, 1945
- Sinervus minezi Carvalho, 1990
- Sinervus rondoniensis Carvalho & Costa, 1993
- Sinervus sulinus Carvalho, 1985